# تیموتی کریمر
تیموتی کریمر (به انگلیسی: Timothy Creamer) فضانورد اهل کشور ایالات متحده آمریکا است که در ۱۵ نوامبر ۱۹۵۹ میلادی در هایاچاکا سیتی، آریزونا زاده شد. وی در مأموریت سایوز تی‌ام‌ای-۱۷، اکسپدییشن ۲۲، ۲۳ حضور داشته است.